# Gato-mia
Gato-mia é uma brincadeira em que uma criança tenta procurar outras em algum quarto escuro, ou com vendas nos olhos, tentando adivinhar quem a criança em que ele encostou, pelo "miado" que a outra criança deve fazer ao ser descoberto.
É necessário escolher um jogador que será o pegador na brincadeira. Esse sai da sala enquanto os outros se escondem. Apaga-se a luz  ou uma venda nos olhos do pegador;  o pegador é mandado entrar, O objetivo é procurar alguém, dos que estão escondidos. O pegador pode tentar fazer ruídos ou dizer algo engraçado para que os "gatinhos" escondidos comecem a rir e sejam mais facilmente encontrados. Ao encontrar, o pegador diz:
- Gato, Mia!
O jogador pego deve miar, disfarçando a voz. O pegador então, deve tentar adivinhar quem está miando. Se ele acertar, o jogador pego passa a ser o novo pegador na próxima rodada. Senão,adivinhar o jogo segue normalmente com o mesmo pegador,e a pessoa pega segue livre;